# Cowboy (film)
Cowboy (în engleză The Cowboys) este un film western american din 1972, regizat de Mark Rydell⁠(d) și avându-i în rolurile principale pe John Wayne, Roscoe Lee Browne⁠(d), Slim Pickens, Colleen Dewhurst⁠(d) și Bruce Dern. Robert Carradine⁠(d) și-a făcut debutul în acest film, alături de copil actor Stephen Hudis, în roluri de cowboy. Filmările au avut loc în diferite locații din New Mexico, Colorado și pe platourile Warner Brothers Studio din Burbank, California.
Inspirat din romanul din 1971 al lui William Dale Jennings⁠(d), scenariul filmului a fost scris de Irving Ravetch⁠(d), Harriet Frank Jr.⁠(d) și Jennings.

## Distribuție
- John Wayne — William „Wil” Andersen
- Roscoe Lee Browne⁠(d) — Jebediah Nightlinger
- Bruce Dern — Asa Watts
- Colleen Dewhurst⁠(d) — Kate Collingwood (călătoarea)
- Slim Pickens — Anse Peterson
- Sarah Cunningham — Annie Andersen
- Allyn Ann McLerie⁠(d) — Ellen Price (învățătoare)
- Alfred Barker Jr. — Clyde „Fats” Potter (cowboy)
- Nicolas Beauvy — Dan (cowboy)
- Steve Benedict — Steve (cowboy)
- Robert Carradine⁠(d) — Slim Honeycutt (cowboy)
- Norman Howell — Weedy (cowboy)
- Stephen R. Hudis⁠(d) — Charlie Schwartz (cowboy)
- Sean Kelly — Stuttering Bob (cowboy)
- A Martinez⁠(d) — Cimarron (cowboy)
- Clay O'Brien — Hardy Fimps (cowboy)
- Sam O'Brien — Jimmy Phillips (cowboy)
- Mike Pyeatt — Homer Weems (cowboy)
- Charles Tyner⁠(d) — pietrar
- Matt Clark⁠(d) — Smiley
- Jerry Gatlin — Howdy
- Walter Scott — Okay
- Wallace Brooks — Red Tucker
- Charise Cullin — Elizabeth
- Larry Randles — Ben
- Larry Finley⁠(d) — Jake
- Jim Burk — Pete
- Ralph Volkie — Ralphie (nemenționat)
- Lonny Chapman⁠(d) — dl Weems, tatăl lui Homer
- Maggie Costain — Phoebe
- Dick Farnsworth⁠(d) — Henry Williams
- Wallace Brooks — Red Tucker
- Collette Poeppel — Rosemary
- Norman Howell Sr. — tatăl lui Jim
- Rita Hudis — mama lui Charlie
- Margaret Kelly — mama lui Bob
- Fred Brookfield — hoț de vite
- Tap Canutt⁠(d) — hoț de vite
- Chuck Courtney⁠(d) — hoț de vite
- Gary Epper⁠(d) — hoț de vite
- Tony Epper⁠(d) — hoț de vite
- Kent Hays — hoț de vite
- J.R. Randall — hoț de vite
- Henry Wills — hoț de vite
- Joe Yrigoyen — hoț de vite

## Recepție
Cowboy a obținut recenzii în general pozitive din partea criticilor, având un rating de aprobare de 80% pe site-ul Rotten Tomatoes pe baza a 15 recenzii. Filmul a fost lăudat pentru coloana sonoră, intriga originală și interpretarea lui John Wayne.
Filmul a fost înscris de American Film Institute în aceste liste:
- 2005: AFI's 100 Years of Film Scores – nominalizat[8]
- 2006: AFI's 100 Years...100 Cheers – nominalizat[9]